# Inkomensverdeling

Ongelijkheid van inkomensverdelingen wereldwijd in 2014, uitgedrukt in de Gini-coëfficiënt per land. Groen = gelijkmatige verdeling, rood = ongelijke verdeling. Bron: Wereldbank.

Onder de inkomensverdeling wordt de verdeling van het nationaal inkomen over personen of huishoudens verstaan. De primaire inkomensverdeling gaat over de verdeling van de primaire inkomens, dit zijn de inkomens uit arbeid en vermogen. Bij de secundaire inkomensverdeling wordt de primaire inkomensverdeling gecorrigeerd door belastingen en sociale uitkeringen. Er kan ook nog sprake zijn van een tertiaire inkomensverdeling waarbij er rekening gehouden wordt met subsidies en prijsaanpassingen gerelateerd aan het inkomen.

## Meetinstrumenten
Wanneer men de inkomstenverdeling of inkomstenongelijkheid wil meten bestaan er verschillende meetmethodes.

### De mediaan
De mediaan is het inkomen waarvan men kan stellen dat er evenveel mensen minder en meer verdienen dan dat inkomen. Meestal wordt de mediaan vergeleken met het gemiddelde inkomen. De mate waarin de mediaan afwijkt van het gemiddelde geeft aan hoe scheef de verdeling zit. Voor België was de inkomensmediaan € 2.023 en het inkomensgemiddelde € 2.492 (bedragen voor 2006) . Dit geeft aan dat er aanzienlijk meer mensen een inkomen hebben onder het gemiddelde inkomen.

### Gini-coëfficiënt en de Lorenz-curve
De gini-coëfficiënt is het internationaal meest toegepaste meetinstrument om de (ongelijke) verdeling van de inkomsten te meten. Er bestaan diverse lijsten van landen en regio’s met deze coëfficiënten. De meest gekende zijn de lijsten van de United Nations Development Programme, de World Bank en Eurostat. Hieruit blijkt dat de meer ontwikkelde landen een gelijkmatiger inkomensverdeling hebben dan de armere landen.
De Lorenz-curve toont het cumulatief inkomenspercentage als functie van het cumulatief percentage van de gezinnen, gerangschikt van laag naar hoog inkomen. Ze geeft een preciezer beeld waar de ongelijkheid te situeren is.

### De Palma-ratio
De Palma-ratio, genoemd naar Gabriel Palma, concentreert zich op het inkomensvolume van de 40 % laagste inkomens tegenover het volume van de 10 % hoogste inkomens. Het idee hierachter is, dat de 50 % die ertussen zit, altijd ongeveer 50 % van het totale inkomen verdient. Het verschil tussen de armste 40 % en de rijkste 10 % geven aan hoe gelijkmatig het globale inkomen verdeeld is. Voorstanders van deze methode stellen dat dit getal zeer gemakkelijk te interpreteren is.

### Aantal mensen in armoede
Een ander cijfer dat mag genoemd worden is de verhouding tussen mensen die in armoede leven op de totale bevolking. De gini-coëfficiënt en de palma geven enkel de ongelijkheid aan tussen alle inkomens. Twee landen kunnen een vrijwel gelijke gini-index hebben maar de inkomens in het ene land kunnen 10 maal lager liggen dan in het andere land. Om een genuanceerder beeld te hebben op de inkomens is dit cijfer ook een belangrijk gegeven. Het is echter geen cijfer dat de inkomensongelijkheid aangeeft. In deze context kan ook de Alkire Foster methode genoemd worden die het begrip ‘armoede’ multidimensionaal benadert.

### Theil-index
De Theil-index is een meer algemene indicator van ongelijkheid, die afgeleid is van het begrip entropie uit de informatietheorie, en die genoemd is naar de Nederlandse econometrist Henri Theil. Hij wordt gegeven door de formule
{\displaystyle T_{T}={\frac {1}{N}}\sum _{i=1}^{N}\left({\frac {x_{i}}{\overline {x}}}\cdot \ln {\frac {x_{i}}{\overline {x}}}\right)}
waar N de grootte van de populatie is, xi het inkomen van een individu en {\displaystyle {\overline {x}}} het gemiddelde inkomen, hetzij
{\displaystyle {\overline {x}}={\frac {1}{N}}\sum _{i=1}^{N}x_{i}}
Delen door {\displaystyle \ln N} levert een index tussen 0 en 1, waarbij 0 perfecte gelijkheid en 1 totale ongelijkheid weergeeft.

## Oorzaken van inkomensongelijkheid

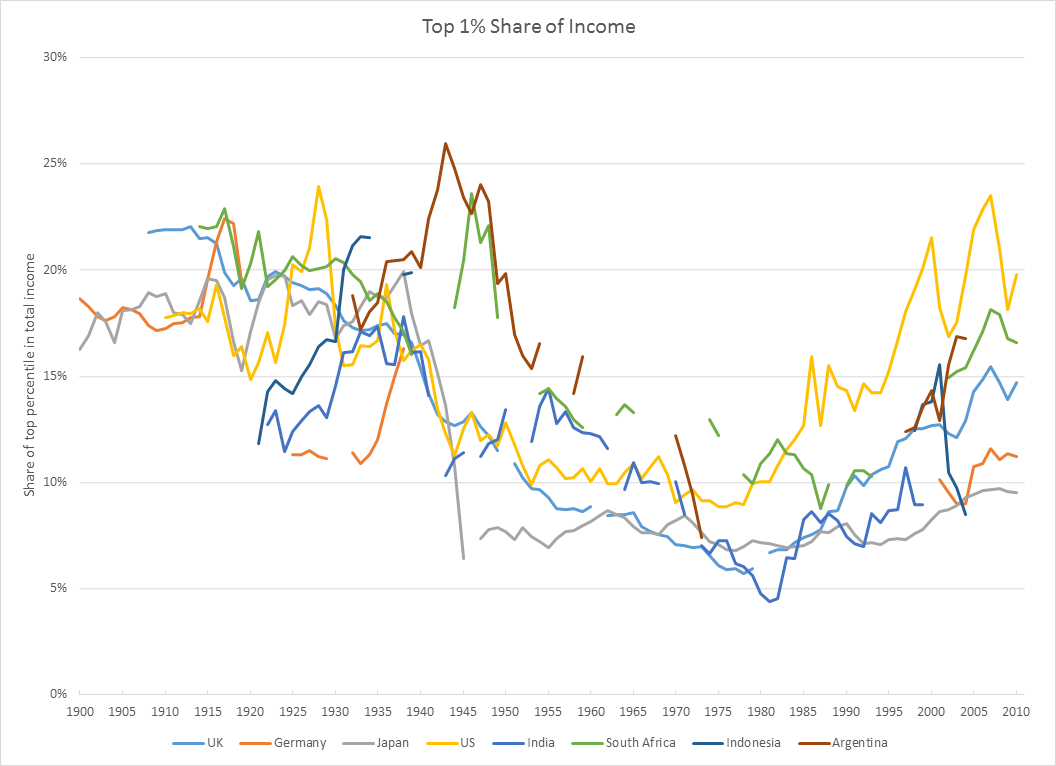
Inkomensongelijkheid door de tijd: het aandeel van de 1% topinkomens in het nationaal inkomen van acht landen in de periode 1900-2010.

Het inkomen komt uit de eerste plaats uit arbeid en vermogen. Vooreerst moet je toegang hebben tot de arbeidsmarkt of moet je vermogen hebben om het te laten renderen. Een deel van de bevolking komt hier niet toe en moet het bijgevolg stellen met een vervangingsinkomen dat doorgaans (zeer) laag is. Mensen die met een leefloon moeten rondkomen hebben een inkomen als alleenstaande van €817,36 per maand in België en €912,79 per maand in Nederland (gegevens 2014). Het inkomen uit arbeid is sterk afhankelijk van de job die uitgeoefend wordt. Het minimumloon dat een werkgever moet betalen voor een voltijdse baan is €1.501,82 in België en €1.485,60 per maand in Nederland. (cijfers 2014 ) Mensen die een uitkering ontvangen mogen maar een beperkt eigen vermogen hebben en hebben dus geen inkomens uit vermogen.
Inkomens uit arbeid kunnen hoog oplopen. Het gemiddeld maandloon (2012) bedroeg in Vlaanderen €3.196 en in Nederland €2.641,67. Bepaalde banen worden overgewaardeerd doordat er een schaarste is op de arbeidsmarkt. Dit is bijvoorbeeld het geval voor hoogopgeleide profielen. De toplonen van CEO’s stegen de laatste jaren enorm. Zo verdient een Amerikaanse CEO driehonderd maal meer dan het gemiddelde loon in zijn bedrijf. Ook in Europa kwamen de exuberante lonen van CEO’s vaak in het nieuws. We kunnen besluiten dat het inkomen uit arbeid zeer ongelijk is.
Ook het inkomen uit vermogen zorgt voor een scheeftrekking van de inkomensverdeling. Je kan eenvoudig stellen dat enkel de hoge inkomens mogelijkheid hebben om een inkomen uit vermogen te genereren. Mensen met een laag inkomen dienen hun inkomen aan te wenden voor hun – soms enkel levensnoodzakelijke - behoeftes. Wie inkomen uit vermogen ontvangt vergroot zijn vermogen, het is een zelfversterkend effect.
Een andere oorzaak die de ongelijkheid in de hand werkt is de mogelijkheid om al of niet op legale wijze belastingen te ontduiken. De grootste vermogens slagen erin om met hun vermogen te verhuizen naar locaties waar er een gunstig belastingsregime geldt. Volgens oxfam zou dit wereldwijd om zo'n 100 miljard euro ontlopen belastingen gaan.

## Taak van de overheid
Vele economen zijn het eens dat de overheid een corrigerende rol heeft in de verdeling van het inkomen. De overheid kan dit op diverse manieren doen.

### Directe belastingen op loon
De directe belastingen die de overheid op het loon van een werknemer of een zelfstandige of op de winst van een bedrijf heft is progressief. Dit betekent dat de hoogste inkomens een hogere gemiddelde aanslagvoet hebben dan de lage inkomens. Vooreerst wordt er in België een deel van het loon beschouwd als belastingvrij. Dit is de eerste € 7.350 van het jaarinkomen/persoon voor 2015. Vervolgens loopt het belastingtarief op van 25 % tot 50 % voor de schijf boven de 37.750 €/jaar. In Nederland kent men eveneens een progressieve heffing van 36,5 % tot 52 % voor de schijf boven de 57.585 €/jaar Ook in de andere geïndustrialiseerde landen kent men een gelijkaardig belastingsysteem. Landen waarbij de inkomensverdeling van primaire en secundaire inkomens gekend zijn tonen aan dat directe belastingen een corrigerend effect hebben. Zo ligt de gini-coëfficiënt van de primaire inkomens in de OESO-landen op 0,41 en van de secundaire inkomens op 0,30.

### Sociale uitkeringen voor de laagste inkomens
Personen die geen of een te laag inkomen hebben kunnen veelal aanspraak maken op een sociale uitkering. De meest gekende uitkeringen zijn de werkloosheidsuitkering, de uitkeringen bij ziekte en arbeidsongeschiktheid en de pensioenen. Personen die geen toegang hebben tot sociale voorzieningen ontvangen een leefloon (België) of een bijstandsuitkering (Nederland).

### Subsidies die inkomen gerelateerd zijn
De overheid voorziet ook in subsidies voor allerhande activiteiten: verbouwingen, milieuvriendelijke investeringen, schooltoelages, stookoliepremies. Als deze inkomens gerelateerd zijn kunnen deze ook beschouwd worden als corrigerende ingrepen ten aanzien van de inkomensongelijkheid. In Nederland kent men verschillende toeslagen zoals de zorg- en huurtoeslag, deze zijn inkomensgerelateerd.

## Evolutie
Verschillende studies en economen tonen aan dat de inkomensverdeling in de geïndustrialiseerde wereld steeds ongelijker wordt. Enerzijds kan men stellen dat de discrepantie tussen de Aziatische landen en de westerse landen kleiner wordt omdat de lonen in Azië sneller stijgen. Anderzijds stijgt de ongelijkheid in de westerse landen sinds 1980. De stijging is vrijwel algemeen: Volgens de OESO is er enkel een stabilisatie in België, Frankrijk en Hongarije en een daling in Griekenland en Turkije. De Franse econoom Thomas Piketty geeft aan dat het mondiale kapitalisme automatisch leidt tot meer ongelijkheid. Het is de taak van de overheid om corrigerende maatregelen te treffen. Paul De Grauwe geeft aan dat deze correcties van de overheid echter niet ongelimiteerd kunnen getroffen worden: ze kunnen de efficiëntie van de werkende klasse beperken en te veel sociale correcties kunnen maatschappelijk als oneerlijk beschouwd worden. In dit geval spreekt men van ‘moral hazard’.
Een ander cijfer dat de groeiende ongelijkheid tussen rijksten en armen illustreert is het feit dat eind 2015 de 62 rijksten van de wereld evenveel bezitten als de armste helft van de wereldbevolking. In 2010 had je nog het vermogen van de rijkste 388 nodig om deze vergelijking te maken.
In 2009 verwierven de Britse onderzoekers Richard Wilkinson en Kate Picket bekendheid met het boek The Spirit Level, Why Greater Equality Makes Societies Stronger. Hierin claimen de auteurs dat samenlevingen met een meer gelijke verdeling van inkomens een beter gezondheidspeil kennen en minder sociale problemen hebben, zoals geweld, drugsgebruik, tienerzwangerschappen, geestesziekten, obesitas, enz. en meer cohesie vertonen dan die waarin de kloof tussen arm en rijk groter is. Van het boek zijn meer dan 20 uitgaven buiten het Verenigd Koninkrijk verschenen. In het verlengde hiervan riepen zij in 2009 The Equality Trust in het leven.
Voor haar onderzoek naar inkomensongelijkheid tussen mannen en vrouwen ontving Claudia Goldin in 2023 de Nobelprijs voor Economie.